# Вестерброн
Вестерброн (по-шведски, «Западный мост») — арочный мост в центре Стокгольма, столицы Швеции. Его общая длина превышает 600 м, из которых 340 м простирается над водой. Это один из главных мостов Стокгольма, с которого открывается один из самых панорамных видов на центральную часть города с центром на Гамла стан, старый город. Его открытие 20 ноября 1935 года сделало его вторым стационарным соединением между южной и северной частями города, избавив жителей от необходимости переправляться на пароме, которая ранее требовалась, или от перегруженного объезда через Гамла стан.

## Секции
Можно сказать, что Вестерброн состоит из трёх частей:
- Вестерброн через Риддарфьярденом — с двумя пролётами над Риддарфьярденом.
- Вестерброн через Полсундет — простой арочный мост, протянувшийся через пролив Полсундет.
- Вестерброн через Роламбсхов — безбалочная конструкция перекрытия, простирающаяся от перекрёстка Вестерброплан над парком Роламбсховс до улицы Дроттнингсхолмс возле площади Фридхемсплан.

### Вестерброн через Риддарфьярден
Это секция, которую большинство стокгольмцев назвали бы «собственно Вестерброном». Она состоит из двух арок общей протяжённостью чуть более 600 м, включая виадуки с каждой стороны. Южная арка рядом с Лонгхольменом имеет пролёт 204 м и, простираясь над судоходным проходом под ней, имеет вертикальный просвет 26 м. Северная арка поменьше, пролёт 168 м. Ширина этой секции — 24 м, с проезжей частью шириной 19 м и тротуарами шириной 2.5 м.

### Вестерброн через Полсундет
Ранее известная как Полсундсброн, эта секция простирается на 276 м, образуя южную арку, ведущую над проливом Полсундет от района Сёдермальм к острову Лонгхольмен. Она была построена одновременно с Вестерброном над Риддарфьярденом и образует с ним непрерывную конструкцию, причём оба моста имеют одинаковую ширину и полностью изготовлены из стали. Это был первый крупный мост в Швеции со сварной стальной надстройкой.
Два гораздо меньших моста позволяют машинам и пешеходам добраться до Лонгхольмена, где бывшая тюремная зона была преобразована в популярную зону отдыха. Пространство под мостом летом используется для припаркованных трейлеров, а в тёмное время года служит зимним помещением для лодок.

### Вестерброн через Роламбсховский парк
Этот участок простирается на 243 м с запада на восток над Роламбсховским парком от кольцевой развязки Вестерброплан до улицы Дроттнингсхолмс, являясь основным транспортным маршрутом, ведущим к западным пригородам. Первоначально этот участок был задуман как набережная, разделяющая парк надвое, с небольшим мостом идущим над парком. Из-за плохой несущей способности грунта планы насыпей были заменены нынешней бетонной конструкцией — безбалочной плитой, несущейся на столбах.

## История
Первое предложение о строительстве моста, соединяющего Кунгсхольмен и Лонгхольмен, было сделано в 1903 году, когда обсуждались планы переноса главной северной железной дороги, проходящей через Стокгольм, к западу от центра города. Предложение в основном касалось железнодорожного моста, и поскольку автомобильное движение в Стокгольме в то время вряд ли могло служить мотивом для создания моста таких размеров, предложение автомобильно-железнодорожного моста, вероятно, имело целью подчеркнуть его техническую осуществимость. Проект был включён в предложение в 1905 году, но не упоминался снова до 1920-х годов.
В конце концов, вопрос о перемещении железной дороги был снова затронут, и в 1925 году были созданы три альтернативных проекта автомобильно-железнодорожного моста, с уличным мостом, проходящим попеременно на восток, запад или над железной дорогой.
Хотя большинство людей согласилось, что южная часть моста должна соединиться с улицей Лонгхольмсгатан на Сёдермальме, проходя над Лонгхольменом, соединение с Кунгсхольменом дало несколько возможностей. Прежде чем окончательно обосновать нынешнее местоположение с северным концом моста, выходящим на Роламбсхов, были рассмотрены две другие альтернативы: одна — на запад, между Лонгхольменом и Смедсудденом по самому короткому расстоянию над Риддарфьярденом, и одна на восток, соединяющая мост прямо с улицей Санкт-Эриксгатан намного дальше на север.
Нахождение к северу от судоходного пути в Риддарфьярдене подводного камня, подходящего для фундамента моста, наконец убедило городской совет поручить властям порта объявить международный конкурс на мост, проходящий через этот камень. На конкурс было представлено не менее 72 различных предложений, в том числе арочные мосты, балочные мосты и вантовые мосты. Победителем конкурса 1930 года стала немецкая команда архитекторов Отто Рудольфа Зальвисберга, Вильгельма Бюнинга и Вильгельма Мельцера. Окончательный проект был одобрен городом в 1931 году.

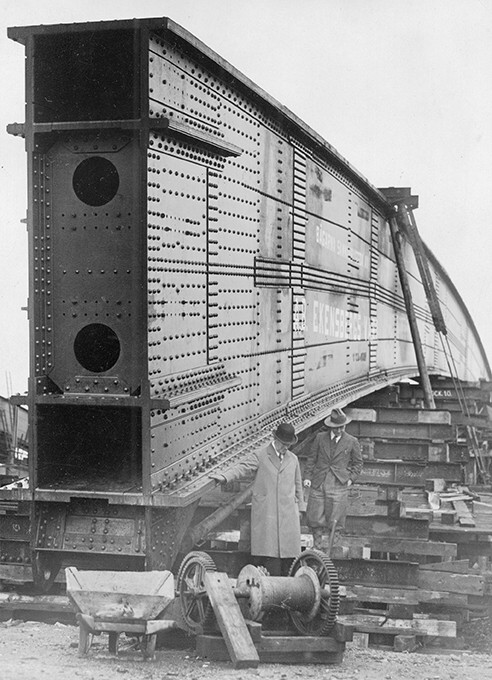
Стальная балка для Вестерброна в Стокгольме, изготовленная на верфи Экенсберга в 1933 году. Инженеры Пирра и Якоби осматривают машины.

Вестерброн был построен одновременно с современным по тем временам центром транспорта в Слюссене. Когда мост строился, многие люди задавались вопросом, кто будет использовать его, полагая, что его периферийное местонахождение не позволит ему привлечь достаточно пользователей. Однако всего через год по мосту ежедневно ездили более 12 000 автомобилей, а до 1955 года это число увеличилось в четыре раза, фактически использовав всю пропускную способность, которую мост мог предложить. В 1955-56 годах мост расширили на 2 м, и по нему были проложены новые велосипедные дорожки.

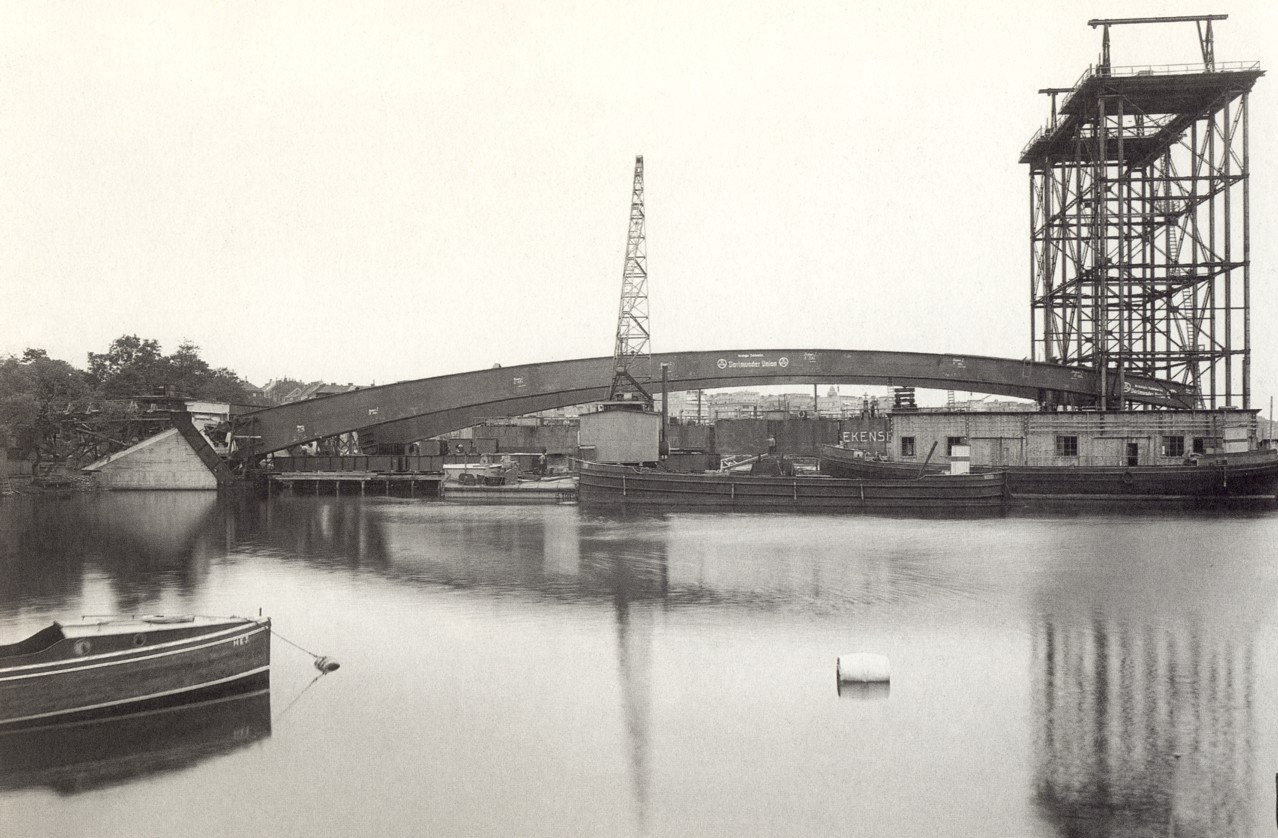
Вестерброн во время строительства 1933 года.

Увеличение движения после Второй мировой войны продолжало ограничивать пропускную способность Вестерброна. Большая часть транспортного потока с севера на юг через старый центр города оставалась ограничена мостом до открытия в 1966 году автомагистрали Эссингеледен, идущей параллельно Вестерброну примерно в полутора километрах на запад. Сегодня Вестерброн иногда по-прежнему действует в качестве резерва, когда Эссингеледен закрывают на ремонт и по другим причинам. С момента своего открытия Вестерброн был важным проходом в трамвайной сети Стокгольма, пока последние четыре линии сети не были закрыты в сентябре 1967 года одновременно с переключением на правостороннее движение.

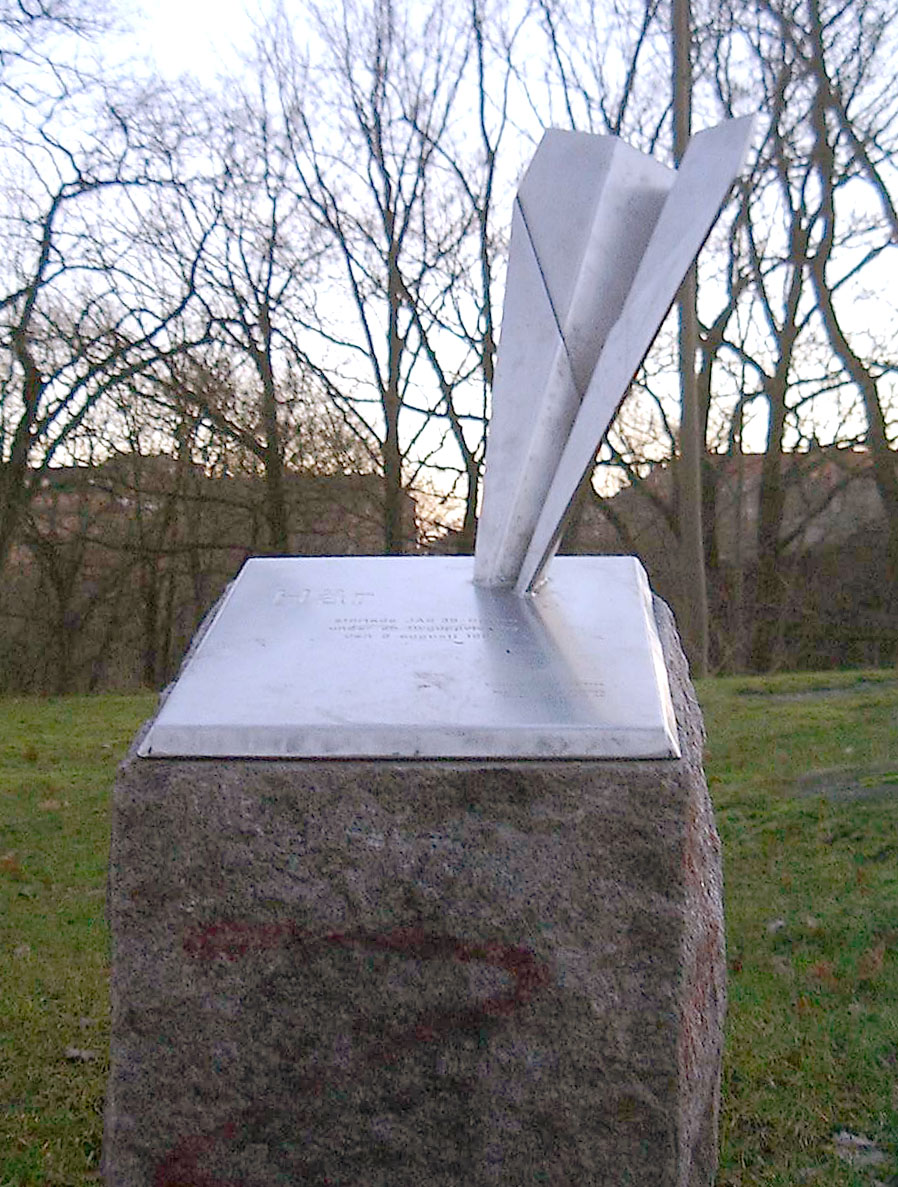
Памятник JAS рядом с Вестерброном.

В августе 1993 года истребитель JAS 39 Gripen потерпел крушение на Лонгхольмене всего в нескольких метрах от моста после манёвра на малой высоте и малой скорости во время авиашоу. Пилот благополучно катапультировался, и только один человек на земле был ранен (женщина, попала в больницу с ожогами), несмотря на то, что десятки тысяч людей стояли и наблюдали. Сегодня небольшая скульптура на месте крушения — бумажный самолётик, воткнувшийся в землю носом, — отмечает это событие. В результате аварии авиашоу над Риддарфьярденом были запрещены, и ни один самолёт не может проходить под мостом.

## Вестерброн в шведской культуре
Опубликованный одновременно с открытием моста роман пролетарского писателя Юсефа Чельгрена (1907—1948) «Люди и мост» («Människor kring en bro», буквально: «Люди вокруг моста») подробно рассказал о жизни рабочих, участвовавших в строительстве моста.
Во время ежегодного Стокгольмского марафона прохождение Вестерброна считается одним из самых захватывающих этапов забега. Это также место, где многие предпочитают поощрять друзей и родственников участвовать в забеге.
Вид на Риддарфьярден делает мост очень популярным местом для просмотра новогодних фейерверков.

## Галерея

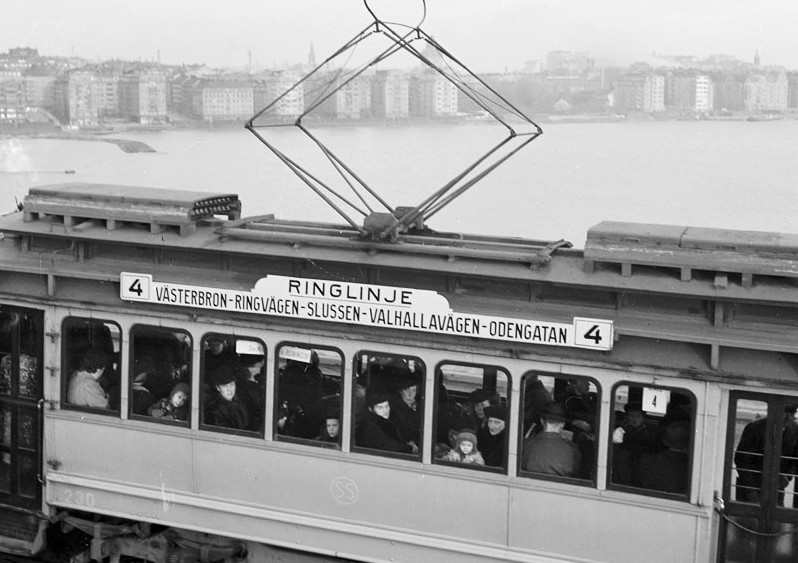
Трамвай на мосту, 1940 г.
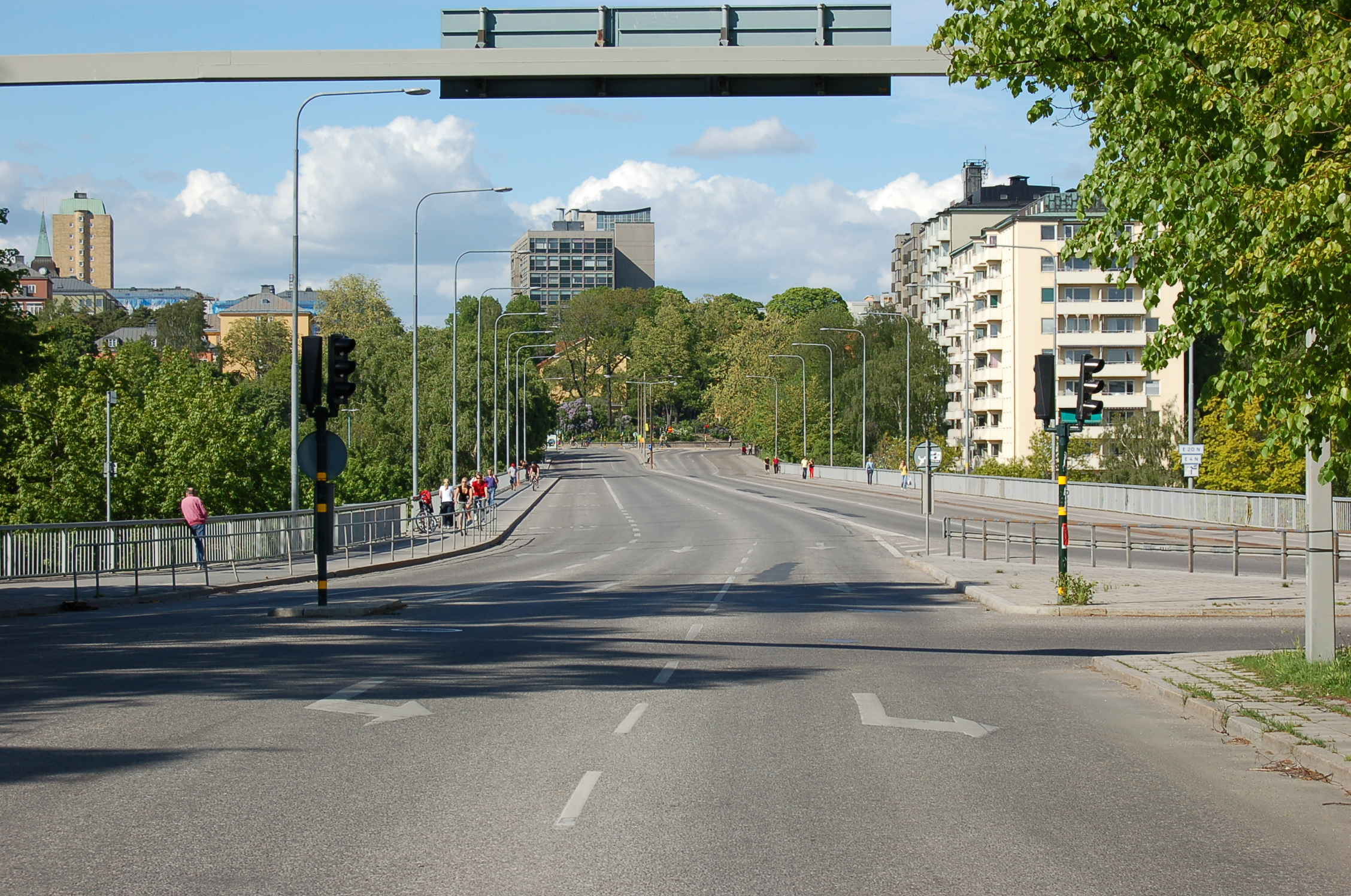
Северная часть моста, проходящего через парк Роламбсхов
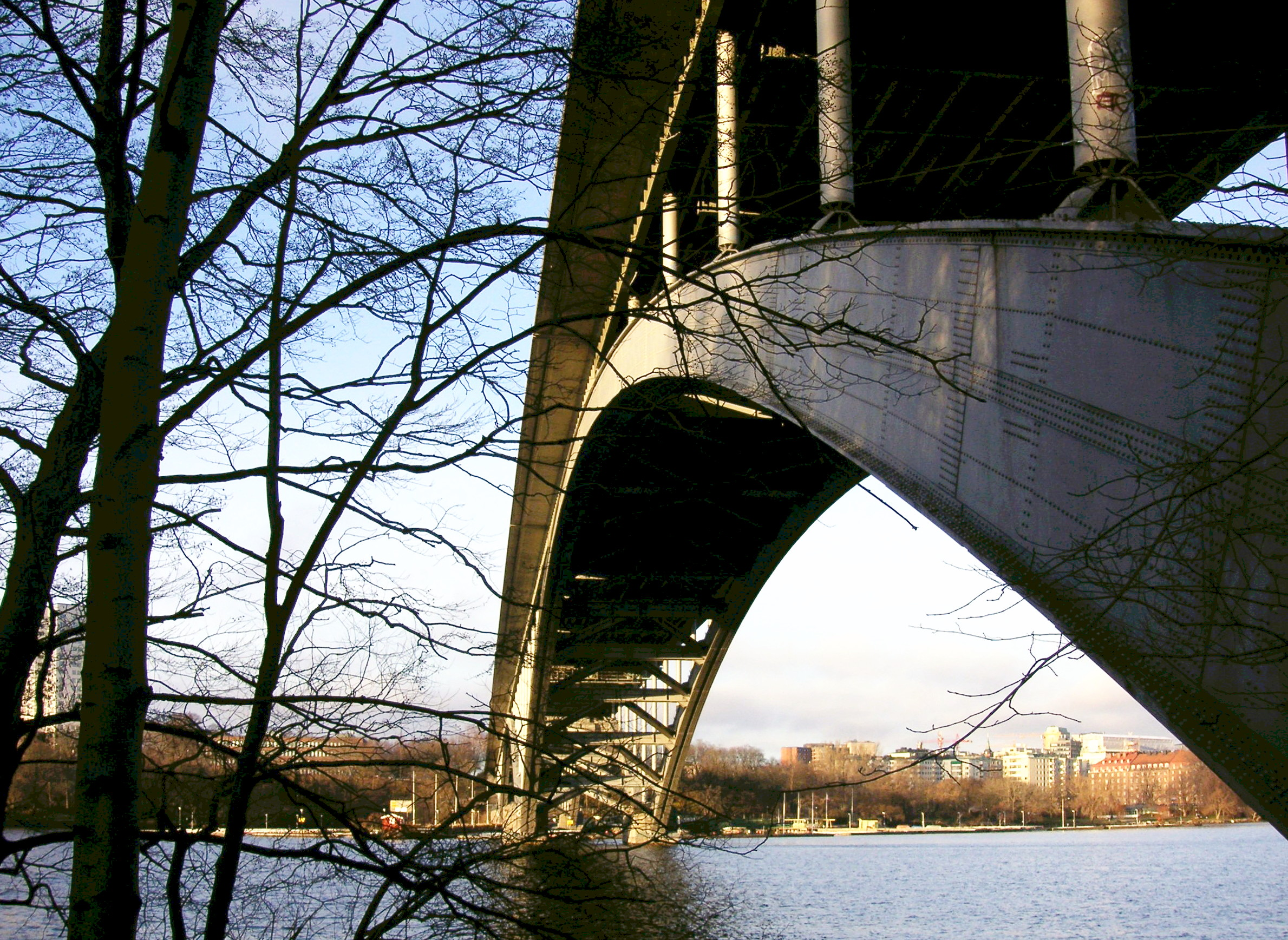
Пролёт Вестерброна на Лонгхольмене
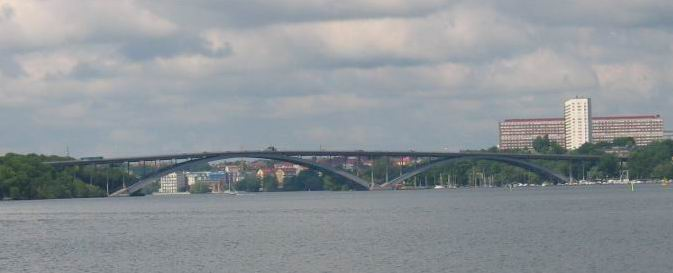
Вид на Вестерброн со стороны Старого города: Лонгхольмен слева и Кунгсхольмен справа
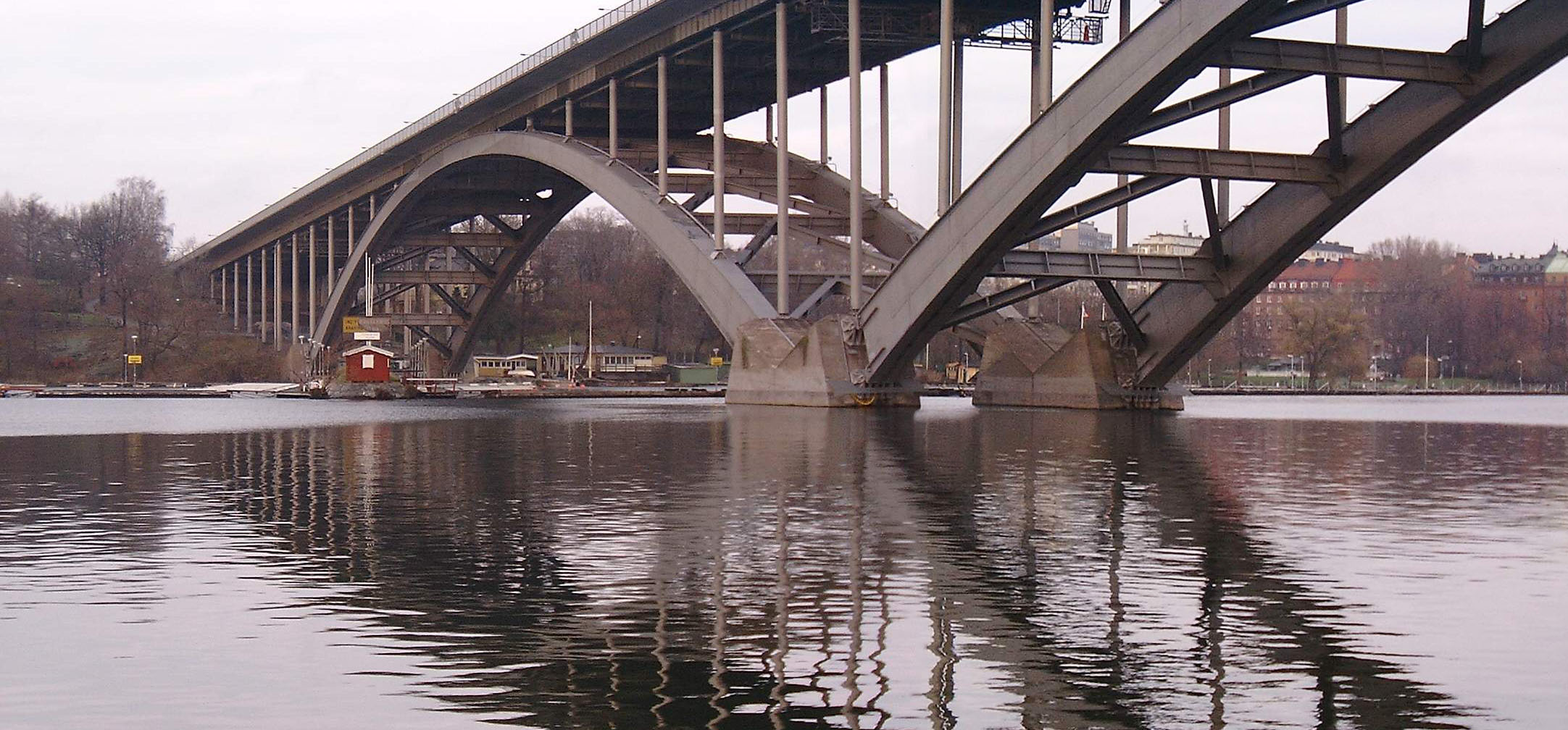
Вид с Лонгхольмена на север
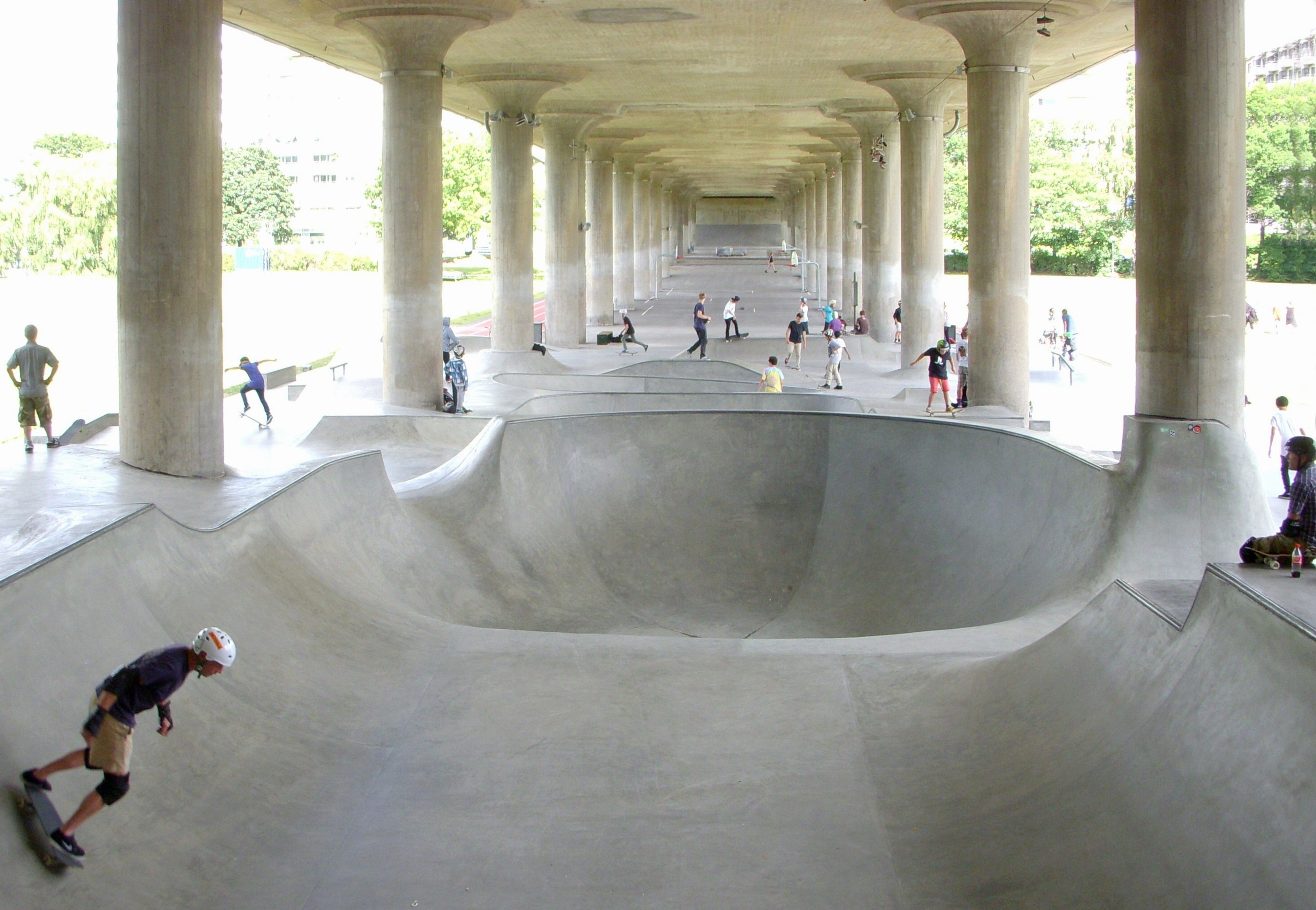
Скейт-парк под Малым Вестерброном